# Asthenotricha serraticornis
Asthenotricha serraticornis är en fjärilsart som beskrevs av W. Warren 1902. Asthenotricha serraticornis ingår i släktet Asthenotricha och familjen mätare. Inga underarter finns listade i Catalogue of Life.